# Papilio blumei
Papilio blumei Boisduval, 1836, è un lepidottero diurno appartenente alla famiglia Papilionidae.

## Descrizione
L'adulto ha un'apertura alare che va dai 120 ai 140 mm. Papilio blumei appartiene al gruppo palinurus e spesso viene confusa con la specie che dà il nome al gruppo, appunto Papilio palinurus. Si distingue per le appariscenti code color verde iridescente, che non sono presenti in Papilio palinurus. Il dimorfismo sessuale non è praticamente presente, maschio e femmina sono molto simili. I sessi si distinguono principalmente dalla larghezza delle bande verdi delle ali superiori.

## Distribuzione e habitat
La specie è diffusa in Indonesia e principalmente sull'isola di Sulawesi.